# 경마 저널리즘
경마 저널리즘(競馬-, horse race journalism, 경마식 보도 행태)는 흥미위주로만 보도하는 언론의 보도 형태를 말한다.
본래는 언론이 선거에 관한 보도를 할 때 마치 경마 경기를 보도하듯이 승패에만 초점을 맞추는 보도 행태를 뜻하였는데, 흥미 위주의 보도를 포괄하는 의미로 확대되어 쓰이고 있다.

## 같이 보기
- 황색 저널리즘